# Championnats d'Afrique de natation 2016
Navigation
Nairobi 2012 Alger 2018
La 12e édition des Championnats d'Afrique de natation se déroule à Bloemfontein en Afrique du Sud du 16 au 23 octobre 2016. Le pays accueille pour la seconde fois de son histoire cet événement bisannuel organisé par la Confédération africaine de natation amateur.

## Nations participantes
17 nations participent à ces Championnats d'Afrique :
- Afrique du Sud
- Algérie
- Angola
- Bénin
- Botswana
- République du Congo
- Égypte
- Maroc
- Maurice
- Mozambique
- Namibie
- Sénégal
- Seychelles
- Soudan
- Zambie
- Zimbabwe

## Podiums

### Hommes
| Épreuves               | Or                                                                                    | Argent                                                                         | Bronze                                                                              |
| Nage libre             | Nage libre                                                                            | Nage libre                                                                     | Nage libre                                                                          |
| ---------------------- | ------------------------------------------------------------------------------------- | ------------------------------------------------------------------------------ | ----------------------------------------------------------------------------------- |
| 50 m                   | Oussama Sahnoune 22 s 39                                                              | Douglas Erasmus 22 s 55                                                        | Mohamed Samy 23 s 08                                                                |
| 100 m                  | Oussama Sahnoune 49 s 60                                                              | Calvyn Justus 50 s 21                                                          | Mohamed Samy 50 s 29                                                                |
| 200 m                  | Myles Brown 1 min 50 s 93                                                             | Marwan Elamrawy 1 min 51 s 60                                                  | Calvyn Justus 1 min 51 s 92                                                         |
| 400 m                  | Myles Brown 3 min 54 s 80                                                             | Marwan Elamrawy 3 min 56 s 45                                                  | Lounis Khendriche 4 min 02 s 15                                                     |
| 800 m                  | Marwan Elamrawy 8 min 13 s 07                                                         | Brent Szurdoki 8 min 14 s 75                                                   | Josh Dannhauser 8 min 18 s 57                                                       |
| 1 500 m                | Brent Szurdoki 15 min 37 s 65                                                         | Marwan Elamrawy 15 min 48 s 33                                                 | Josh Dannhauser 16 min 00 s 17                                                      |
| Dos                    |                                                                                       |                                                                                |                                                                                     |
| 50 m                   | Mohamed Samy 26 s 62                                                                  | Jacques van Wyk 27 s 12                                                        | Driss Lahrichi 27 s 59                                                              |
| 100 m                  | Jacques van Wyk 56 s 50                                                               | Mohamed Samy 57 s 31                                                           | Neil de Villiers 57 s 43                                                            |
| 200 m                  | Martin Binedell 2 min 03 s 43                                                         | Neil Fair 2 min 04 s 33                                                        | Ahmed Hamdy 2 min 07 s 45                                                           |
| Brasse                 |                                                                                       |                                                                                |                                                                                     |
| 50 m                   | Cameron van der Burgh 28 s 05                                                         | Michael Houlie 28 s 63                                                         | Ahmed Shamlool 28 s 92                                                              |
| 100 m                  | Alaric Basson 1 min 03 s 12                                                           | Michael Houlie 1 min 03 s 46                                                   | Hassan Yasser 1 min 03 s 66                                                         |
| 200 m                  | Ayrton Sweeney 2 min 16 s 96                                                          | Alaric Basson 2 min 20 s 82                                                    | Hassan Yasser 2 min 21 s 17                                                         |
| Papillon               |                                                                                       |                                                                                |                                                                                     |
| 50 m                   | Douglas Erasmus 24 s 33                                                               | Hassan Yasser 24 s 64                                                          | Alard Basson 24 s 83                                                                |
| 100 m                  | Chad le Clos 52 s 69                                                                  | Mohamed Samy 54 s 91                                                           | Alard Basson 55 s 05                                                                |
| 200 m                  | Eben Vorster 2 min 01 s 03                                                            | Ahmed Hamdy 2 min 03 s 27                                                      | Lounis Khendriche 2 min 03 s 48                                                     |
| Quatre nages           |                                                                                       |                                                                                |                                                                                     |
| 200 m                  | Jarryd Baxter 2 min 04 s 68                                                           | Neil Fair 2 min 05 s 37                                                        | Mohamed Samy 2 min 08 s 22                                                          |
| 400 m                  | Ayrton Sweeney 4 min 27 s 80                                                          | Ahmed Hamdy 4 min 30 s 22                                                      | Neil Fair 4 min 31 s 41                                                             |
| Relais                 |                                                                                       |                                                                                |                                                                                     |
| 4 x 100 m nage libre   | Afrique du Sud 3 min 22 s 72 Douglas Erasmus Calvyn Justus Eben Vorster Myles Brown   | Égypte 3 min 25 s 52 Ihab Salem Salem Marwan Elamrawy Ahmed Hamdy Mohamed Samy | Sénégal 3 min 59 s 50 El Hadji Adama Niane Adama Thiaw Ndir Matar Samb Abdoul Niane |
| 4 x 200 m nage libre   | Afrique du Sud 7 min 36 s 80 Josh Dannhauser Brent Szurdoki Calvyn Justus Myles Brown | Égypte 7 min 38 s 89 Ihab Salem Salem Mohamed Samy Marwan Elamrawy Ahmed Hamdy | Maroc 8 min 10 s 37 Said Saber Driss Lahrichi Nouamane Batahi Adil Assouab          |
| 4 x 100 m quatre nages | Afrique du Sud 3 min 44 s 60 Jacques van Wyk Alaric Basson Alard Basson Calvyn Justus | Égypte 3 min 51 s 91 Mohamed Samy Hassan Yasser Ahmed Hamdy Ihab Salem Salem   | Maroc 3 min 58 s 31 Driss Lahrichi Ahmed Reda Ennaim Nouamane Batahi Adil Assouab   |
| Nage en eau libre      |                                                                                       |                                                                                |                                                                                     |
| 5 km nage en eau libre | Youssef Hossam 1 h 00 min 09 s 36                                                     | Marwan Elamrawy 1 h 00 min 20 s 34                                             | Danie Marais 1 h 00 min 22 s 11                                                     |

### Femmes
| Épreuves               | Or                                                                                             | Argent                                                                                     | Bronze                                                                                     |
| Nage libre             | Nage libre                                                                                     | Nage libre                                                                                 | Nage libre                                                                                 |
| ---------------------- | ---------------------------------------------------------------------------------------------- | ------------------------------------------------------------------------------------------ | ------------------------------------------------------------------------------------------ |
| 50 m                   | Amel Melih 26 s 72                                                                             | Rowan El Badry 27 s 02                                                                     | Alexus Laird 27 s 03                                                                       |
| 100 m                  | Amel Melih 58 s 28                                                                             | Gabi Grobler 58 s 54                                                                       | Samantha Labuschagne 59 s 38                                                               |
| 200 m                  | Caitlin Kat 2 min 06 s 07                                                                      | Rebecca Meder 2 min 06 s 16                                                                | Souad Cherouati 2 min 07 s 51                                                              |
| 400 m                  | Caitlin Kat 4 min 24 s 74                                                                      | Souad Cherouati 4 min 26 s 44                                                              | Jessica Whelan 4 min 29 s 68                                                               |
| 800 m                  | Souad Cherouati 9 min 10 s 29                                                                  | Reem Mohamed Hussein 9 min 13 s 85                                                         | Michelle Weber 9 min 15 s 89                                                               |
| 1 500 m                | Charlise Oberholzer 17 min 20 s 44                                                             | Souad Cherouati 17 min 44 s 35                                                             | Michelle Weber 17 min 55 s 43                                                              |
| Dos                    |                                                                                                |                                                                                            |                                                                                            |
| 50 m                   | Alexus Laird 30 s 68                                                                           | Amel Melih 31 s 08                                                                         | Ingy Abouzaid 31 s 72                                                                      |
| 100 m                  | Mariella Venter 1 min 02 s 44                                                                  | Alexus Laird 1 min 05 s 53                                                                 | Ingy Abouzaid 1 min 06 s 50                                                                |
| 200 m                  | Mariella Venter 2 min 14 s 33                                                                  | Nathania van Niekerk 2 min 15 s 49                                                         | Alexus Laird 2 min 22 s 67                                                                 |
| Brasse                 |                                                                                                |                                                                                            |                                                                                            |
| 50 m                   | Kaylene Corbett 32 s 58                                                                        | Hanim Abrahams 33 s 08                                                                     | Mai Atef Abdelfattah 33 s 44                                                               |
| 100 m                  | Kaylene Corbett 1 min 11 s 81                                                                  | Hanim Abrahams 1 min 12 s 35                                                               | Mai Atef Abdelfattah 1 min 12 s 49                                                         |
| 200 m                  | Kaylene Corbett 2 min 33 s 09                                                                  | Hanim Abrahams 2 min 36 s 57                                                               | Rowida Mohamed 2 min 41 s 71                                                               |
| Papillon               |                                                                                                |                                                                                            |                                                                                            |
| 50 m                   | Nathania van Niekerk 28 s 15                                                                   | Lesley Blignaut 29 s 23                                                                    | Rowida Mohamed 29 s 42                                                                     |
| 100 m                  | Nathania van Niekerk 1 min 02 s 61                                                             | Mariam Sakr 1 min 03 s 11                                                                  | Rowida Mohamed 1 min 03 s 23                                                               |
| 200 m                  | Sarah Hadj Abderahmane 2 min 15 s 75                                                           | Mariam Sakr 2 min 18 s 88                                                                  | Rowida Mohamed 2 min 20 s 00                                                               |
| Quatre nages           |                                                                                                |                                                                                            |                                                                                            |
| 200 m                  | Rebecca Meder 2 min 20 s 37                                                                    | Rania Hamida Nefsi 2 min 22 s 16                                                           | Rowida Mohamed 2 min 22 s 38                                                               |
| 400 m                  | Rebecca Meder 4 min 58 s 51                                                                    | Rania Hamida Nefsi 5 min 02 s 58                                                           | Rowida Mohamed 5 min 05 s 51                                                               |
| Relais                 |                                                                                                |                                                                                            |                                                                                            |
| 4 x 100 m nage libre   | Algérie 4 min 00 s 92 Sarah Hadj Abderahmane Souad Cherouati Rania Hamida Nefsi Amel Melih     | Égypte 4 min 06 s 62 Rowida Mohamed Rowan El Badry Mariam Sakr Mai Atef Abdelfattah        | -                                                                                          |
| 4 x 200 m nage libre   | Afrique du Sud 8 min 39 s 00 Nathania van Niekerk Caitlin Kat Jessica Whelan Rebecca Meder     | Algérie 8 min 56 s 87 Sarah Hadj Abderahmane Rania Hamida Nefsi Amel Melih Souad Cherouati | Égypte 9 min 06 s 63 Reem Mohamed Hussein Ingy Abouzaid Rowan El Badry Mariam Sakr         |
| 4 x 100 m quatre nages | Afrique du Sud 4 min 18 s 92 Mariella Venter Kaylene Corbett Nathania van Niekerk Gabi Grobler | Égypte 4 min 21 s 71 Ingy Abouzaid Mai Atef Abdelfattah Mariam Sakr Rowan El Badry         | Algérie 4 min 38 s 26 Amel Melih Rania Hamida Nefsi Sarah Hadj Abderahmane Souad Cherouati |
| Nage en eau libre      |                                                                                                |                                                                                            |                                                                                            |
| 5 km nage en eau libre | Michelle Weber 1 h 12 min 13 s 26                                                              | Souad Cherouati 1 h 12 min 13 s 62                                                         | Carmen Le Roux 1 h 12 min 16 s 37                                                          |

### Mixte
| Épreuves               | Or                                                                                       | Argent                                                                                 | Bronze                                                                                  |
| Relais                 | Relais                                                                                   | Relais                                                                                 | Relais                                                                                  |
| ---------------------- | ---------------------------------------------------------------------------------------- | -------------------------------------------------------------------------------------- | --------------------------------------------------------------------------------------- |
| 4 x 100 m nage libre   | Afrique du Sud 3 min 37 s 02 Calvyn Justus Gabi Grobler Samantha Labuschagne Myles Brown | Égypte 3 min 43 s 01 Rowan El Badry Ihab Salem Salem Mohamed Samy Mai Atef Abdelfattah | Algérie 3 min 43 s 32 Oussama Sahnoune Lounis Khendriche Amel Melih Souad Cherouati     |
| 4 x 100 m quatre nages | Afrique du Sud 3 min 59 s 28 Mariella Venter Alaric Basson Alard Basson Gabi Grobler     | Égypte 4 min 06 s 12 Mohamed Samy Hassan Yasser Mariam Sakr Rowan El Badry             | Algérie 4 min 18 s 61 Amel Melih Ramzi Chouchar Sarah Hadj Abderahmane Oussama Sahnoune |

## Tableau des médailles
| Rang  | Nation         | Or | Argent | Bronze | Total |
| ----- | -------------- | -- | ------ | ------ | ----- |
| 1     | Afrique du Sud | 33 | 16     | 13     | 62    |
| 2     | Algérie        | 7  | 7      | 6      | 20    |
| 3     | Égypte         | 3  | 20     | 18     | 41    |
| 4     | Seychelles     | 1  | 1      | 2      | 4     |
| 5     | Maroc          | 0  | 0      | 3      | 3     |
| 6     | Sénégal        | 0  | 0      | 1      | 1     |
| Total | Total          | 44 | 44     | 43     | 131   |